# Parachondrostoma turiensis
Parachondrostoma turiensis és una espècie de peix cipriniforme de la família dels ciprínids.